# Автошлях E231
Автошлях E231 — автомобільний європейський автомобільний маршрут категорії Б, що з'єднує в Голландії міста Амстердам і Амерсфорт.

## Маршрут
- - E19 Корк
  -  E30 Порт-Ліїше